# Campeonato Mundial de Esqui Estilo Livre de 2017 - Aerials masculino
A prova do aerials masculino do Campeonato Mundial de Esqui Estilo Livre de 2017 foi disputada entre os dias 9 e 10 de março em Serra Nevada,na Espanha.  Participaram 27 esquiadores de 11 nacionalidades.

## Medalhistas
| Ouro                  | Prata            | Bronze             |
| Jonathan Lillis (USA) | Qi Guangpu (CHN) | David Morris (AUS) |

## Resultados

### Qualificação
27 esquiadores participaram do processo qualificatório. Os 12 melhores avançaram para a final.
| Pos. | Bib | Esquiador            | Nacionalidade  | Salto 1 | Salto 2 | Notas |
| ---- | --- | -------------------- | -------------- | ------- | ------- | ----- |
| 1    | 2   | Mac Bohonnon         | Estados Unidos | 124.34  |         | Q     |
| 2    | 1   | Qi Guangpu           | China          | 118.55  |         | Q     |
| 3    | 4   | Zhou Hang            | China          | 113.28  |         | Q     |
| 4    | 18  | David Morris         | Austrália      | 112.83  |         | Q     |
| 5    | 16  | Jia Zongyang         | China          | 112.39  |         | Q     |
| 6    | 8   | Jonathan Lillis      | Estados Unidos | 111.95  |         | Q     |
| 7    | 5   | Maxim Gustik         | Bielorrússia   | 86.28   | 108.75  | Q     |
| 8    | 12  | Stanislau Hladchenko | Bielorrússia   | 108.54  | 94.69   | Q     |
| 9    | 14  | Liu Zhongqing        | China          | 79.38   | 104.43  | Q     |
| 10   | 15  | Olivier Rochon       | Canadá         | 103.54  | 102.46  | Q     |
| 11   | 7   | Maxim Burov          | Rússia         | 94.69   | 99.63   | Q     |
| 12   | 9   | Stanislav Nikitin    | Rússia         | 79.20   | 99.63   | Q     |
| 13   | 17  | Dimitri Isler        | Suíça          | 97.74   | 91.59   |       |
| 14   | 6   | Wang Xindi           | China          | 91.12   | 95.58   |       |
| 15   | 26  | Naoya Tabara         | Japão          | 86.28   | 95.47   |       |
| 16   | 11  | Eric Loughran        | Estados Unidos | 76.55   | 94.36   |       |
| 17   | 20  | Mischa Gasser        | Suíça          | 38.49   | 91.85   |       |
| 18   | 30  | Noe Roth             | Suíça          | 76.83   | 90.94   |       |
| 19   | 19  | Travis Gerrits       | Canadá         | 71.68   | 90.50   |       |
| 20   | 25  | Lloyd Wallace        | Grã-Bretanha   | 85.17   | 68.04   |       |
| 21   | 22  | Nicolas Gygax        | Suíça          | 73.34   | 78.16   |       |
| 22   | 29  | Baglan Inkarbek      | Cazaquistão    | 75.24   | 63.99   |       |
| 23   | 28  | Dmitriy Lim          | Cazaquistão    | 66.12   | 57.33   |       |
| 24   | 27  | Ildar Badrutdinov    | Cazaquistão    | 63.63   | 63.51   |       |
| 25   | 32  | Yoon Gi-chan         | Coreia do Sul  | 51.66   | 45.77   |       |
| 26   | 31  | Kim Nam-jeen         | Coreia do Sul  | 32.50   | 47.56   |       |
| 27   | 10  | Alex Bowen           | Estados Unidos | 41.59   | DNS     |       |

### Final
Os 12 esquiadores disputaram no dia 10 de março a final da prova.
| Pos.              | Bib | Esquiador            | Nacionalidade  | Salto 1 | Salto 2 | Salto 3 |
| ----------------- | --- | -------------------- | -------------- | ------- | ------- | ------- |
| Medalha de ouro   | 8   | Jonathan Lillis      | Estados Unidos | 84.64   | 123.01  | 125.79  |
| Medalha de prata  | 1   | Qi Guangpu           | China          | 100.84  | 115.49  | 120.36  |
| Medalha de bronze | 18  | David Morris         | Austrália      | 107.32  | 110.62  | 114.93  |
| 4                 | 16  | Jia Zongyang         | China          | 115.42  | 122.62  | 99.56   |
| 5                 | 12  | Stanislau Hladchenko | Bielorrússia   | 102.06  | 107.29  | 95.58   |
| 6                 | 15  | Olivier Rochon       | Canadá         | 101.45  | 112.39  | 85.52   |
| 7                 | 5   | Maxim Gustik         | Bielorrússia   | 104.08  | 98.94   |         |
| 8                 | 4   | Zhou Hang            | China          | 104.49  | 83.63   |         |
| 9                 | 9   | Stanislav Nikitin    | Rússia         | 89.34   | 59.29   |         |
| 10                | 2   | Mac Bohonnon         | Estados Unidos | 80.59   |         |         |
| 11                | 7   | Maxim Burov          | Rússia         | 75.56   |         |         |
| 12                | 14  | Liu Zhongqing        | China          | 58.72   |         |         |

Legenda
| Recorde mundial       | Recorde mundial (World record)               |                       | Recorde africano                      | Recorde africano (African) |                                           | Q | Classificado por posição (Qualified) |
| Recorde do campeonato | Recorde do campeonato (Championship record)  | Recorde da América    | Recorde da América (Americas)         | q                          | Classificado por melhor tempo (Qualified) |   |                                      |
| Melhor marca do ano   | Melhor marca do ano (World leading)          | Recorde asiático      | Recorde asiático (Asian)              | DNS                        | Não largou (Did not start)                |   |                                      |
| Recorde nacional      | Recorde nacional (National record)           | Recorde europeu       | Recorde europeu (European)            | DNF                        | Não terminou (Did not finish)             |   |                                      |
| Recorde pessoal       | Recorde pessoal do atleta (Personal best)    | Recorde da Oceania    | Recorde da Oceania (Oceania)          | DSQ / DQ                   | Desclassificado (Disqualified)            |   |                                      |
| Recorde da temporada  | Recorde da temporada do atleta (Season best) | Recorde sul-americano | Recorde sul-americano (South America) | NM                         | Sem marca (No mark)                       |   |                                      |